# Baccharis antioquensis
Baccharis antioquensis là một loài thực vật có hoa trong họ Cúc. Loài này được Killip & Cuatrec. mô tả khoa học đầu tiên năm 1953.